# Флавий Евхерий
Фла́вий Евхе́рий (лат. Flavius Eucherius) — государственный деятель Римской империи IV века, консул 381 года, дядя императора Феодосия I.
Псевдо-Аврелий Виктор писал, что дядю Феодосий «почитал как родного отца». В 379—399 годах занимал должность комита священных щедрот (лат. comes cacrarum largitionum) — главного казначея, а в 381 году был назначен Феодосием консулом. Его коллегой на Западе был Флавий Сиагрий. На Западе старшим считался Сиагрий, на Востоке — Евхерий. Ситуация, очевидно, возникла из-за того, что Грациан, как старший август, назначил Сиагрия старшим консулом, однако Евхерий, будучи родственником императора, по сложившейся, очевидно, практике, считался старшим восточным двором. Очевидно, Грациан признал действия Феодосия правомочными, так как в следующем, 382 году, другой родственник Феодосия, Флавий Клавдий Антоний, был явно признан старшим и на Западе.